# Вібеке Лунде
Вібеке Лунде (норв. Vibeke Lunde, 21 березня 1921 — 12 серпня 1962) — норвезька яхтсменка.
Срібна призерка Олімпійських Ігор 1952 року в класі 5,5 метра.